# Castrocontrigo
Castrocontrigo es un municipio y villa española de la provincia de León, en la comunidad autónoma de Castilla y León. Está situado a 80 km al sur de la capital de provincia, enclavado en la comarca de La Valdería y da acceso a la comarca de La Cabrera. Cuenta con una población de 669 habitantes (INE 2024).

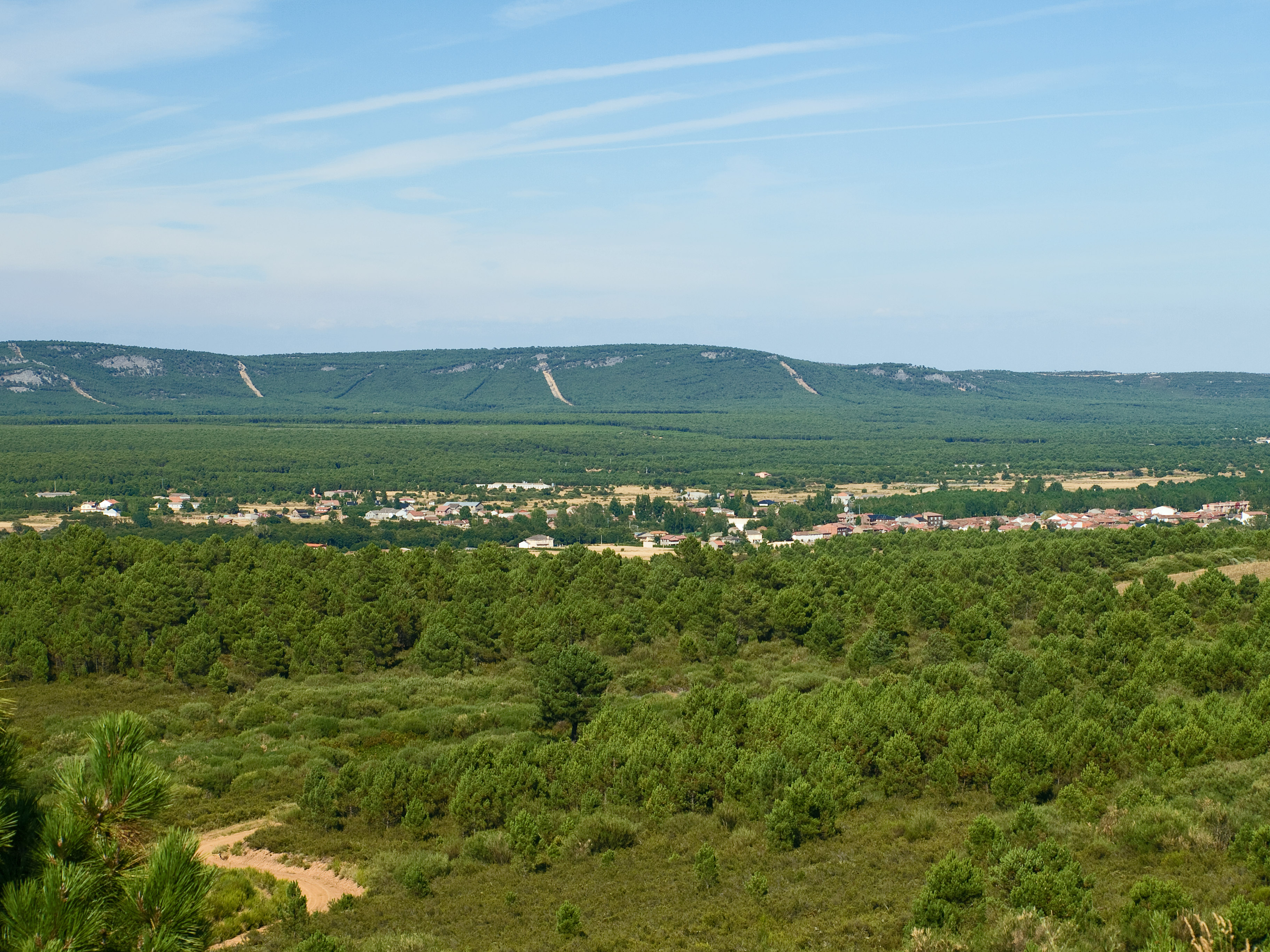
Castrocontrigo y su entorno

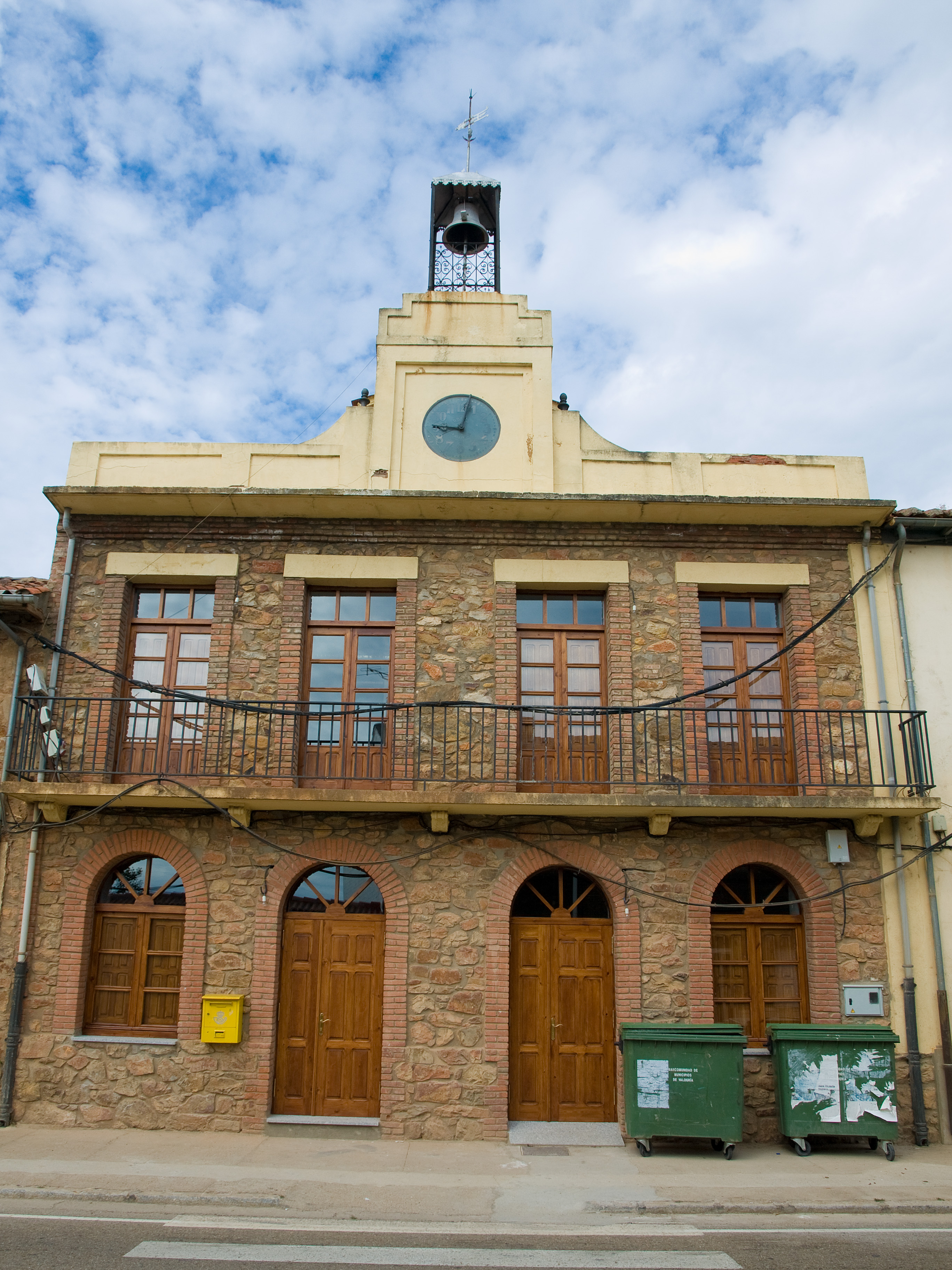
Antigua casa consistorial

## Geografía

### Clima
Castrocontrigo tiene un clima Csb (templado con verano seco y templado) en transición a un clima Csa según la clasificación climática de Köppen.
| Parámetros climáticos promedio de Castrocontrigo en el periodo 1961-2001 | Parámetros climáticos promedio de Castrocontrigo en el periodo 1961-2001 | Parámetros climáticos promedio de Castrocontrigo en el periodo 1961-2001 | Parámetros climáticos promedio de Castrocontrigo en el periodo 1961-2001 | Parámetros climáticos promedio de Castrocontrigo en el periodo 1961-2001 | Parámetros climáticos promedio de Castrocontrigo en el periodo 1961-2001 | Parámetros climáticos promedio de Castrocontrigo en el periodo 1961-2001 | Parámetros climáticos promedio de Castrocontrigo en el periodo 1961-2001 | Parámetros climáticos promedio de Castrocontrigo en el periodo 1961-2001 | Parámetros climáticos promedio de Castrocontrigo en el periodo 1961-2001 | Parámetros climáticos promedio de Castrocontrigo en el periodo 1961-2001 | Parámetros climáticos promedio de Castrocontrigo en el periodo 1961-2001 | Parámetros climáticos promedio de Castrocontrigo en el periodo 1961-2001 | Parámetros climáticos promedio de Castrocontrigo en el periodo 1961-2001 |
| Mes | Ene.                                                                     | Feb.                                                                     | Mar.                                                                     | Abr.                                                                     | May.                                                                     | Jun.                                                                     | Jul.                                                                     | Ago.                                                                     | Sep.                                                                     | Oct.                                                                     | Nov.                                                                     | Dic.                                                                     | Anual                                                                    |
| --- | ------------------------------------------------------------------------ | ------------------------------------------------------------------------ | ------------------------------------------------------------------------ | ------------------------------------------------------------------------ | ------------------------------------------------------------------------ | ------------------------------------------------------------------------ | ------------------------------------------------------------------------ | ------------------------------------------------------------------------ | ------------------------------------------------------------------------ | ------------------------------------------------------------------------ | ------------------------------------------------------------------------ | ------------------------------------------------------------------------ | ------------------------------------------------------------------------ |
| Temp. media (°C) | 3.8                                                                      | 5.1                                                                      | 7.4                                                                      | 8.5                                                                      | 12.0                                                                     | 15.8                                                                     | 19.0                                                                     | 18.9                                                                     | 16.0                                                                     | 11.7                                                                     | 7.1                                                                      | 4.8                                                                      | 10.8                                                                     |
| Precipitación total (mm) | 81.2                                                                     | 74.6                                                                     | 47.5                                                                     | 62.2                                                                     | 59.1                                                                     | 37.6                                                                     | 19.4                                                                     | 14.8                                                                     | 39.4                                                                     | 73.6                                                                     | 75.3                                                                     | 85.7                                                                     | 670.4                                                                    |
| Fuente: Ministerio de Agricultura, Alimentación y Medio Ambiente. Datos de precipitación para el periodo 1961-2001 y de temperatura para el periodo 1961-2001 en Castrocontrigo 8 de octubre de 2012 |                                                                          |                                                                          |                                                                          |                                                                          |                                                                          |                                                                          |                                                                          |                                                                          |                                                                          |                                                                          |                                                                          |                                                                          |                                                                          |

## Pueblos
- Castrocontrigo
- Morla de la Valdería
- Nogarejas
- Pinilla de la Valdería
- Pobladura de Yuso
- Torneros de la Valdería

## Demografía
Cuenta con una población de 669 habitantes (INE 2024).
| Gráfica de evolución demográfica de Castrocontrigo entre 1842 y 2021                                                  |
| |
| Población de derecho según los censos de población del INE. Población de hecho según los censos de población del INE. |

## Fiestas
- Corpus Christi.
- Patronales, celebradas en el primer fin de semana de agosto, en honor de El Salvador, 6 de agosto.